# Glaphyria dichordalis
Glaphyria dichordalis là một loài bướm đêm trong họ Crambidae.